# Little Belt (Schiff, 1812)
HMS Little Belt war ein Kriegsschiff der britischen Royal Navy, das im Krieg von 1812 mit den Vereinigten Staaten eingesetzt wurde.

## Geschichte des Schiffs
Die Sloop Little Belt wurde im Sommer 1812 in Fort Erie für die von Robert Heriot Barclay kommandierte Schwadron der Royal Navy auf dem Eriesee gebaut. Die ungewöhnliche Benennung nach dem Kleinen Belt (Dänemark) kam dadurch zustande, dass der Name der ursprünglich dänischen 18-Kanonen-Sloop Little Belt, die 1811 durch einen Schusswechsel mit der US-Fregatte President bekannt geworden und danach außer Dienst gestellt worden war, auf das Schiff übertragen wurde. Als Bestandteil von Barclays Verband nahm Little Belt am 10. September 1813 an der Schlacht auf dem Eriesee mit dem von Oliver Hazard Perry geführten amerikanischen Verband teil und musste gegen Ende des für die Briten desaströsen Gefechts vor den beiden US-Schiffen Scorpion und Chippeway die Flagge streichen.
Nach der Reparatur der Gefechtsschäden transportierte die Sloop unter amerikanischer Flagge einen Teil der US-Truppen von General William Henry Harrison, die am 5. Oktober in der Schlacht am Thames River indianisch-britische Truppen unter Generalmajor Henry Procter und Tecumseh besiegt hatten, nach Buffalo zurück. Am 5. Dezember strandete das Schiff in einem Sturm bei Black Rock (New York) und wurde dort drei Wochen später von den Briten in Brand gesteckt und zerstört.